# Ryzec peprný
Ryzec peprný (Lactarius piperatus) je stopkovýtrusá houba, která se vyskytuje v lesích všech druhů v hojném množství ve skupinách i jednotlivě. Můžeme je najít hlavně za suššího počasí především od července do září.

## Synonyma
- Lactarius piperatus (L. ex Fr.) S. F. Gray
- Agaricus piperatus (L.) Pers. 1753
- Lactifluus piperatus (L.) Kuntze 1891
- Lactifluus piperatus (L.) Roussel 1806
- Lactarius vellereus (Fr.) FR.

## Vzhled
Klobouk je 6 - 20 cm velký, má bílou nebo slabě nažloutlou barvu a je lysý, suchý a nelesklý. V mládí je tvar klobouku ploše vyklenutý, potom zploštělý až uprostřed prohloubený (nálevkovitý tvar). Ve staří se na něm vyskytují nahnědlé skvrny po poškození.
Lupeny jsou husté, nízké, úzké a mají bělavou až nažloutlou barvu.
Třeň je 3 - 10 cm dlouhý a 1 - 3 cm tlustý. Má bělavou barvu, válcovitý tvar a je krátký, tuhý a lysý.
Dužina je tvrdá a bělavá, která na řezu roní bílé mléko s palčivou chutí, které na vzduchu nemění barvu. Ryzec peprný je lupenitá houba s nevláknitou kruchou dužninou. Kruchá dužnina znamená, že při nalomení se vláknitě netřepí. To se děje díky kulovitým buňkám, které mají ryzce místo vláknitých hyf.
Výtrusy mají elipsoidní tvar a jsou neúplně síťnaté a amyloidní. Jejich velikost je 8 - 9,5 x 5,5 - 7 µm.

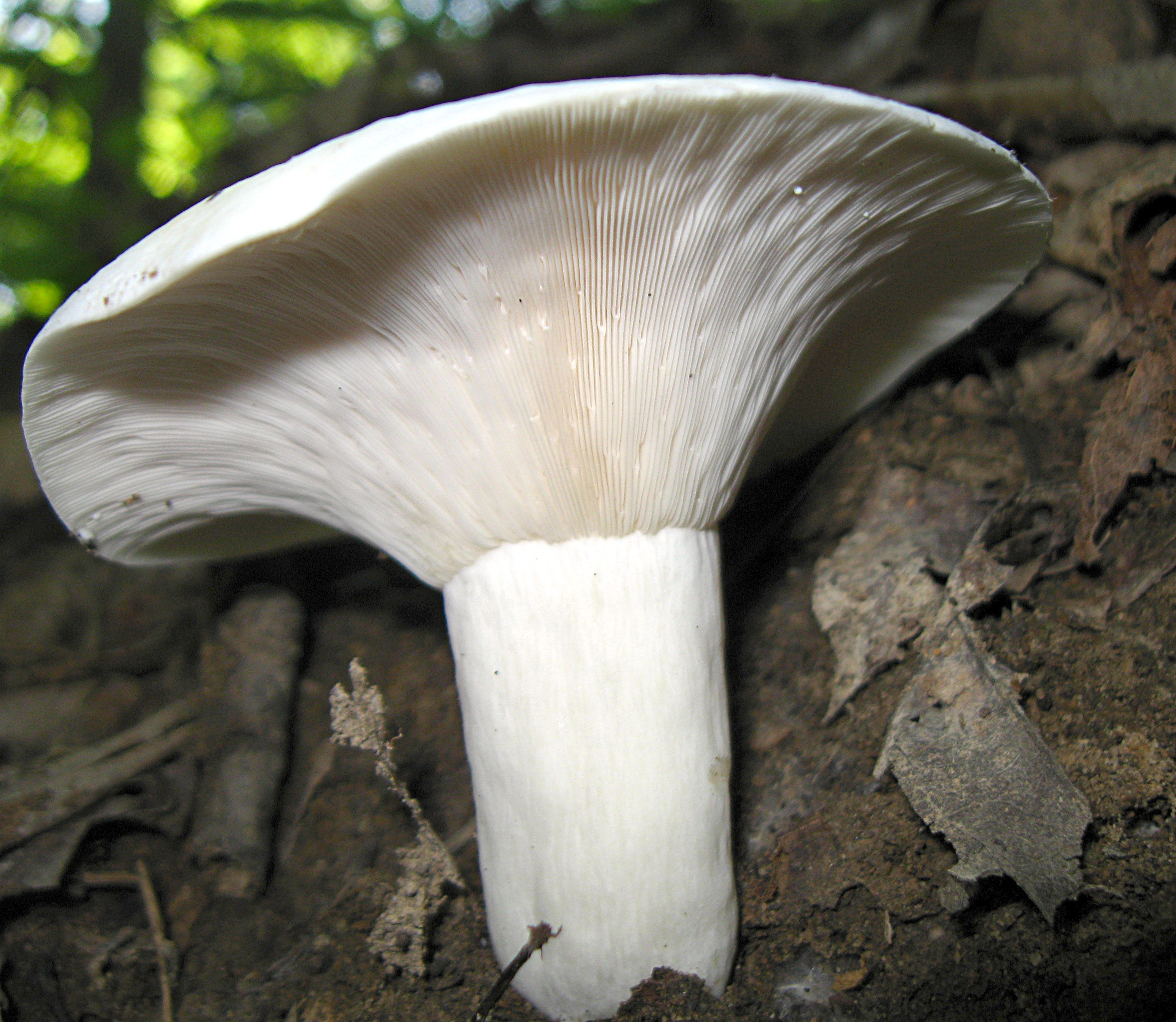
Ryzec peprný

## Výskyt
Ryzec peprný roste v jehličnatém i listnatém lese za suchého počasí. Nejvíce se vyskytuje v mírném pásu severní polokoule.

Mapa výskytu ryzce peprného

## Záměna
Ryzce peprného si můžeme splést s ryzcem pýřitým (Lactarius vellereus), který má stejný tvar, ale liší se chlupatým na okraji až huňatým kloboukem. Také si ho můžeme splést s ryzcem zelenajícím (Lactarius glaucescens) lišící se zelenajícím mlékem.
Další podobnou houbou je holubinka bílá (Russula delica), která se liší výškou a hlavně chutí.

## Praktický význam
Ryzec peprný je nejedlá houba, za jedlý jej lze považovat pouze po speciální úpravě. U citlivějších nebo alergických osob může vyvolat trávicí potíže. V Karpatech je konzumován domorodými obyvateli v kukuřičné kaši.